# Поляков, Тарас Пантелеймонович
Тарас Пантелеймонович Поляков (род. 14 июня 1954, Москва) — советский и российский музеевед, сценарист музейных экспозиций, кандидат исторических наук. Автор экспериментального «образно-сюжетного» (художественно-мифологического) метода проектирования музейных экспозиций и сценарной концепции экспозициции музея Владимира Маяковского в Москве (1989).

## Биография
Родился 14 июня 1954 года в Москве.
В 1976 году окончил филологический факультет МГУ им. М. В. Ломоносова.
В 1989 году защитил одну из первых кандидатский диссертаций в стране по методологии проектирования музейных экспозиций.
С 1989 по 2014 год работал ведущим научным сотрудником, затем начальником отдела музееведения и актуализации культурного наследия в Российском институте культурологии.
С января 2014 года работает в Российском научно-исследовательском институте культурного и природного наследия имени Д. С. Лихачева, в настоящее время — заместитель руководителя Центра изучения и проектирования музеев.
Автор более 70 научных и научно-популярных публикаций по проблемам музеологии, в том числе 4 монографий: «Музейная выставка: история, проблемы, перспективы» (1997), «Как делать музей?» (1997), «Мифология музейного проектирования»(2003) и «Музейная экспозиция: методы и технологии актуализации культурного наследия» (2018). Один из авторов учебного пособия «Основы музееведения» (2005).

## Научно-экспозиционная деятельность
Автор более 60 концепций и сценариев музейных экспозиций: Музея В. Хлебникова в г. Астрахани (1986), Музея В. Чкалова (1986), музея М. Булгакова (1990), музея истории и культуры Среднего Прикамья г. Сарапул (1991), Калининградского историко-художественного музея (1991), музея-заповедника А. С. Пушкина «Михайловское» (1996),  Новокузнецкого литературно-мемориального музея Ф. М. Достоевского (1999), музея-заповедника А. А. Блока «Шахматово» (2000), Рязанского историко-архитектурного музея (2004), библиотеки-музея им. К. И. Чуковского в Переделкино (2005), музея «Дом Гоголя» (2009), центра-музея Б. Окуджавы в Переделкино (2009), музея А. Л. Чижевского (2009), музея-центра К. Г. Паустовского (2012) и других.

### Государственный музей В. В. Маяковского

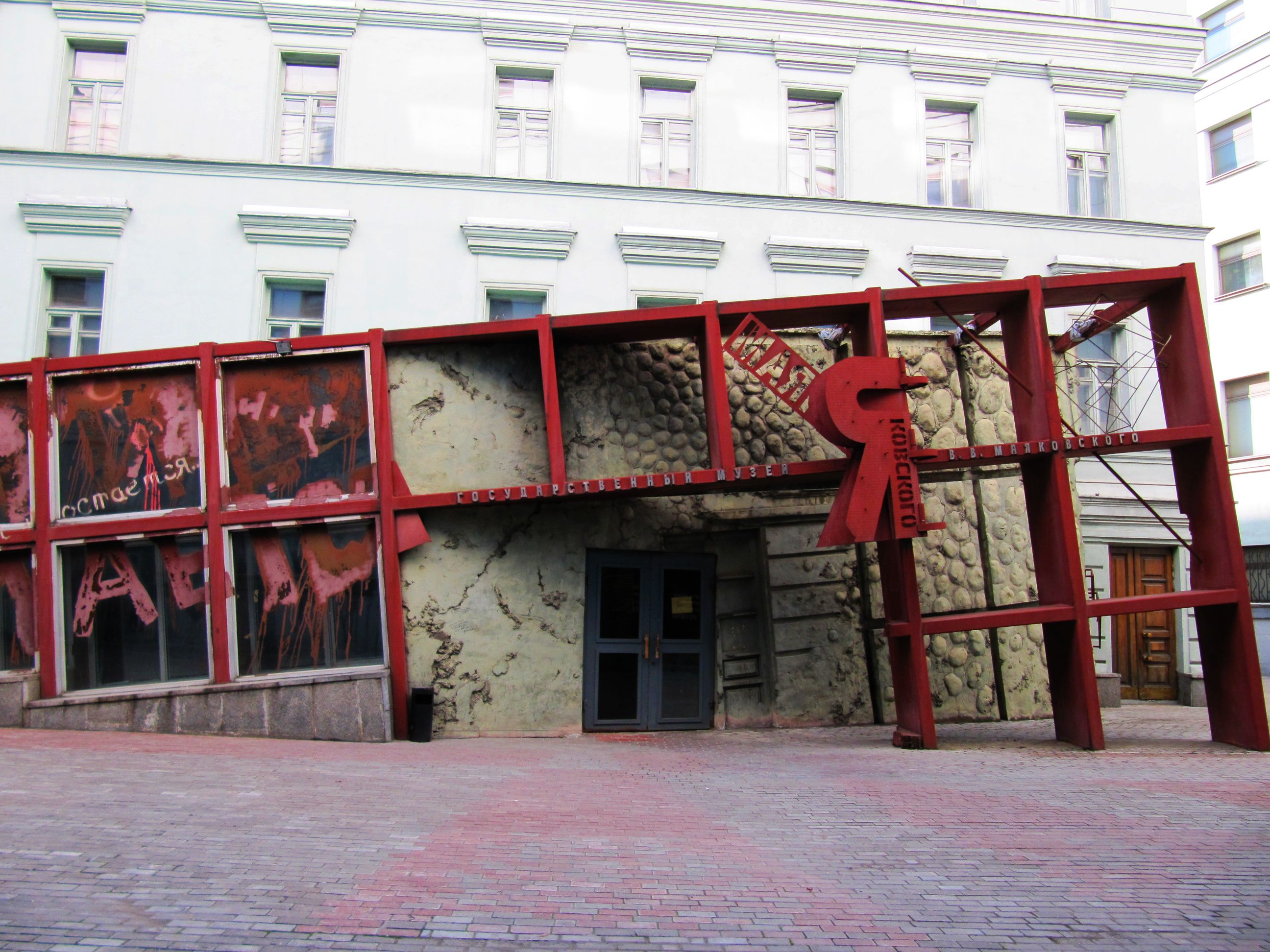
Музей В. В. Маяковского. Москва. 2010.

Особую известность в стране и за рубежом получила реализованная по сценарию Тараса Полякова экспозиция музея В. В. Маяковского в Москве, открытая в 1989 году (соавторы — художник Евгений Амаспюр, архитектор Андрей Боков). В этой работе Поляков, отказавшись от традиционных для советских музеев монтажных листов, стал писать сценарий для экспозиции музея Маяковского.
Экспозиция музея строилась на сюжетно-образном методе воссоздания образа эпохи XX века и внутреннего мира поэта, столкновение которых приводит к осознанию его личностной трагедии.
Идея была в том, чтобы помочь посетителям взглянуть на мир Маяковского его глазами. Поляков привнес в экспозицию жизнь поэта: камни из грузинской деревни, где он родился, поломанный стул из гимназии, где он учился. Поляков даже смог убедить одну исследовательницу, работавшую в музее, принести из Бутырки пыльную дверную раму.
На протяжении 24 лет экспериментальный музей, как называет его Тарас Поляков, принимал посетителей со всего мира. В 2011 году Светлана Стрижнева — директор музея Маяковского ушла с работы, а двумя годами позже, в 120-летие со дня рождения поэта, музей закрыл свои двери на ремонт, вызвавший огромный резонанс среди широкой общественности. 5 декабря 2012 года, опасаясь, что инсталляции, из которых состоит экспозиция музея, могут быть разрушены, Т. П. Поляков опубликовал на сайте музея Маяковского открытое письмо «Как и кто гробит Музей Маяковского?». 20 декабря 2012 года противники реконструкции музея Маяковского провели пикет в его защиту. Коллектив музея обращался за помощью в департамент культуры Москвы и к президенту России.
Открытие музея предполагалось в 2019 году, затем было перенесено на 2023 год, когда будет отмечаться 130-летие со дня рождения поэта.

## Научно-педагогическая деятельность
С 1991 по 2014 год читал курс лекций «Основы проектирования музейных экспозиций» в РГГУ, доцент кафедры музеологии.
С 2000 г. по 2011 г. — профессор кафедры музейного дела Академии переподготовки работников искусства, культуры и туризма МК РФ.
В настоящее время проводит творческие семинары и мастер-классы по проблемам музейного проектирования для сотрудников российских и зарубежных музеев.

## Признание
Лауреат премии Минкультуры России в номинации «лучшая научная работа года» за монографию «Как делать музей?» (1998).
Лауреат литературной премии им. А. П. Чехова «За вклад в развитие отечественной литературы» (2009).

## Избранные труды

### Книги
- Маяковский был и остаётся / Авт.-сост. С. Е. Стрижнёва, Т. П. Поляков. М. — Берлин — Париж, 1993.
- Поляков Т.П. Как делать музей? (о методах проектирования музейной экспозиции): учебное пособие для студентов и аспирантов, обучающихся по специальности «Музееведение». / Т. П. Поляков. – М.: Издание Российского института культурологии МК РФ, 1997. – 253 с.
- Мазный Н.В., Поляков Т.П., Шулепова Э.А. Музейная выставка: история, проблемы, перспективы. М., 1997.
- Поляков Т. П. Мифология музейного проектирования. / Т. П. Поляков. – М., 2003. – 456 с.
- Поляков Т. П. Музейная экспозиция: методы и технологии актуализации культурного наследия. М.: Ин-т наследия, 2018. ISBN 978-5-86443-262-4
- Поляков Т. П. Музейная экспозиция: методы и технологии актуализации культурного наследия. Москва: Вече, 2019. - 587 с. ISBN 978-5-4484-1258-5

### Статьи
- Поляков Т. П. Образно-сюжетный метод организации музейной экспозиции // Некоторые проблемы исследования современной культуры. М., 1987. С. 44-53. (Сб. науч. тр. / НИИ культуры).
- Поляков Т. П.  Мифологическое сознание и музей XXI века (на примере концепции музея-заповедника «Исток Волги») // Музееведение. На пути к музею XXI века / НИИ культуры. М., 1989.
- Поляков Т. П. «Дервиш-Урус» (сценарий музея Велимира Хлебникова) / Т. П. Поляков // Вестник музейной комиссии всесоюзной ассоциации востоковедов. Вып. 1. М., 1990. С. 199-286.
- Поляков Т. П. Сценарий экспозиции «Сокровища Успенского монастыря» // Культура в современном мире: опыт, проблемы, решения: Информ. сб. / Гос. б-ка им. В. И. Ленина. М., 1990. Вып. 6. С. 72-82.
- Поляков Т. П. Художник Л. В. Озерников: (Портрет музейного художника) // Культура в современном мире: опыт, проблемы, решения: Информ. сб. / Гос. б-ка им. В. И. Ленина. М., 1990. Вып. 6. С. 50-57.
- Поляков Т. П. Сценарная концепция системы экспозиций Ивангородского музея-заповедника // Музеи-заповедники: Сб. науч. тр. М., 1991. С. 181-201. (Музееведение : На пути к музею XXI века).
- Поляков Т. П. Маяковский и современность: (Сценарий экспозиции) // Вопросы охраны и использования памятников истории и культуры. М., 1994. С. 216-234. (Сб. науч. тр. / Рос. ин-т культурологии).
- Поляков Т. П., Безрукова А. В. Музей В. Набокова: рабочая гипотеза или самоопределение сценариста // Вопросы охраны и использования памятников истории и культуры. М., 1994. С. 211-215. (Сб. науч. тр. / Рос. ин-т культурологии).
- Поляков Т. П. В поисках «живого» музея. Сценарная концепция системы экспозиций «Музея города Кранца» // Музей и новые технологии. На пути к музею XXI века / Сост. и научн. ред. Н.А. Никишин. М., 1999. С. 58–81.
- Поляков Т. П. Музей будущего: виртуальное клонирование или экспозиционно-художественная интерпретация музейных предметов (тезисы доклада).// Культурология — культурная политика — развитие: материалы Междунар. науч.-практ. конф., Москва, 1—3 июля 2001 г. 2001. С.283—286.
- Поляков Т. П. Музейная экспозиция: собрание раритетов, учебное пособие или художественный ребус?.. // Мир музея. 2007. № 1. С. 28-31.
- Поляков Т. П. Смерть музея или Музейная экспозиция как феномен 20 века (часть первая). // Музей. 2007. № 3. С. 12-21.
- Поляков Т. П. Смерть музея или Музейная экспозиция как феномен 20 века (часть вторая).// Музей. 2007. № 5. С. 14 -23.
- Поляков Т. П. Государственный музей В. В. Маяковского вчера, сегодня, завтра (Концепция модернизации и развития ГММ) // Маяковский сегодня: сборник научных статей к юбилею Государственного музея В. В. Маяковского. М. 2009. С. 38-54.
- Поляков Т. П. Двадцать лет работы и шесть уроков музея Маяковского // Музей. 2009, № 12. С. 16—21.
- Поляков Т. П. Музейная колея, или о методах и технологиях проектирования музейных экспозиций // Музей. 2010, № 4. С. 14-22; № 5. С. 8-16.
- Поляков Т. П. Сергиево-Посадский музей-заповедник: идеальный проект и реальность истории // Очерки истории города Сергиева Посада. М., 2011. С. 427–430.
- Поляков Т. П. Актуальные методы и технологии создания музейных и выставок // Наследие и современность. Научно-информационный сборник Института Наследия. М., 2014. С. 143–154.
- Поляков Т. П. Творческое проектирование экспозиции. Часть первая / Т. П. Поляков // Мир музея. 2016. № 7. С. 42-47.
- Поляков Т. П. Творческое проектирование экспозиции. Часть вторая / Т. П. Поляков // Мир музея. 2016. № 8. С. 27-29.
- Поляков Т. П. Методы и технологии создания музейных экспозиций в Советской России (1918–1991) // Артгид. 2017. 14 декабря.
- Поляков Т. П. Из истории Российского института культурологии: музееведение как одно из приоритетных направлений деятельности // Культурологический журнал. 2018. № 1 (31).

### В соавторстве
- Подводное культурное наследие: подводные музеи, исторические парки и заповедники [Текст] / А. В. Окороков, Д. В. Бабекин, Т. П. Поляков, О. Ю. Нельзина; МК РФ, Российский научно-исследовательский институт культурного и природного наследия им. Д. С. Лихачева, Центр подводного культурного наследия. - Москва: Российский науч.-исследовательский ин-т культурного и природного наследия им. Д. С. Лихачева, 2018. - 138 с. ISBN 978-5-86443-261-7
- Тематические парки как учреждения музейного типа: проблемы и перспективы / О. Ю. Нельзина, А. В. Окороков, Т. П. Поляков. – М.: Институт Наследия, 2019. – 288 с. ISBN 978-5-86443-285-3